# B.J. Penn
Jay Dee 'B.J.' Penn (Kailua, 13 december 1978) is een Amerikaans voormalig  MMA-vechter. Hij won in januari 2004 de UFC-wereldtitel in het weltergewicht (tot 77 kilo) en was van januari 2008 tot april 2010 UFC-wereldkampioen in het lichtgewicht (tot 70 kilo). Daarmee was hij na Randy Couture de tweede MMA-vechter in de geschiedenis van de UFC met titels in twee verschillende gewichtsklassen. Penn won in 2000 als eerste Amerikaan goud op het World Jiu-Jitsu Championship (voor Braziliaans jiujitsu).

## Carrière
Penn debuteerde in 2001 in MMA met een gevecht op UFC 31, tegen Joey Gilbert. Die versloeg hij in de eerste ronde middels een technische knock-out (TKO). Nadat hij zijn volgende twee tegenstanders ook allebei in de eerste ronde versloeg (beide op knock-out, KO), mocht hij in januari 2002 voor de UFC-titel lichtgewicht vechten tegen regerend kampioen Jens Pulver. Die bracht hem in vijf volledige ronden van vijf minuten zijn eerste nederlaag toe (verdeelde jurybeslissing).
Penn richtte zich na zijn eerste nederlaag op met overwinningen op Paul Creighton (TKO) en Matt Serra (unanieme jurybeslissing). Pulver had de UFC inmiddels verlaten en Penn kreeg zodoende in februari 2003 opnieuw een kans op de nu vacante UFC-lichtgewichttitel. Hij en Caol Uno kregen het in vijf volledige ronden niet voor elkaar een voortijdige beslissing te forceren en de juryleden hielden het op een gelijkspel. Er was geen nieuwe kampioen, waarop de UFC de lichtgewichtdivisie ophief tot die terugkeerde in 2006.

### Weltergewichttitel en K-1
Penn debuteerde in januari 2004 in de weltergewichtdivisie van de UFC. Hij kreeg die dag direct een titelgevecht tegen regerend kampioen Matt Hughes en versloeg die in de eerste ronde middels een verwurging (rear naked choke). Penn verdedigde deze titel nooit, maar stapte over naar het K-1. Hierin vocht hij vier keer. Drie van zijn partijen won hij (waaronder van Renzo Gracie), een verloor hij (van Lyoto Machida).

### Terugkeer bij UFC
Penn maakte in maart 2006 zijn rentree binnen de UFC. Hij verloor die dag van Georges St-Pierre (verdeelde jurybeslissing ). De winnaar van het gevecht zou het mogen opnemen tegen Hughes, die opnieuw de weltergewichttitel in handen had. St-Pierre raakte alleen geblesseerd, waardoor Penn opnieuw mocht vechten tegen de man die hij in 2004 het kampioenschap ontnam. Hughes sloeg hem ditmaal in de derde ronde TKO.
Penn keerde na zijn nederlagen tegen St-Pierre en Hughes terug naar de lichtgewichtdivisie Hierin maakte hij in juni 2007 zijn rentree tegen de man die hem in 2002 als eerste versloeg, Pulver. Voorafgaand aan het gevecht coachten de twee allebei een team aspirerende MMA-vechters voor seizoen vijf van het televisieprogramma The Ultimate Fighter. De wedstrijd tussen de twee coaches gold als afsluitende evenement. Penn nam revanche op Pulver door hem in de tweede ronde te verwurgen (rear naked choke).

### Lichtgewichttitel
Nadat de UFC de lichtgewichtdivisie terugbracht, won Sean Sherk als eerste de wereldtitel in deze klasse. Die werd hem in december 2007 alleen ontnomen nadat hij positief testte op nandrolonn. Penn vocht daarop in januari 2008 voor de derde keer in zijn carrière voor de UFC-lichtgewichttitel, voor de tweede keer omdat die vacant was. Ditmaal werd hij kampioen door opponent Joe Stevenson in de tweede ronde te verwurgen (rear naked choke). Daarmee was Penn na Randy Couture de tweede MMA-vechter in de geschiedenis van de UFC met titels in twee verschillende gewichtsklassen. Hij verdedigde het lichtgewichtkampioenschap daarna drie keer met succes, tegen Sherk (TKO), Kenny Florian (submissie) en Diego Sanchez (TKO). Frankie Edgar onttroonde Penn in april 2010 en versloeg hem ook in een rematch vier maanden later (allebei middels unanieme jurybeslissing). Tussen de gevechten met Sherk en Florian probeerde Penn nog als eerste ooit in bezit te komen van twee UFC-titels tegelijkertijd door het opnieuw tegen (inmiddels weltergewichtkampioen) St-Pierre op te nemen, maar die was hem ook in hun tweede ontmoeting de baas (TKO).
Na zijn dubbele verlies tegen Edgar beproefde Penn opnieuw zijn geluk in de weltergewichtdivisie. Hierin begon hij ditmaal met een tweede overwinning in drie ontmoetingen op Hughes. Daarna volgde een gelijkspel met Jon Fitch, waarop zowel Nick Diaz als Rory MacDonald hem op basis van een unanieme jurybeslissing versloegen. Penn debuteerde in juli 2014 in de vedergewichtklasse (tot 66 kilo). De inmiddels eveneens een gewichtsklasse gezakte Edgar was hem die dag voor de derde keer de baas (TKO).

### Rentree
Penn wilde in april 2016 na 21 maanden zonder gevecht terugkeren in het strijdperk, maar mocht hangende een politieonderzoek niet vechten. Een rentree in juni 2016 ging ook niet door omdat hij tegen een schorsing aanliep voor het verkeerd gebruik van een medisch hulpmiddel. Hij moest zich in oktober 2016 vervolgens terugtrekken van een derde poging tot een terugkeer vanwege een blessure. Penn maakte in januari 2017 na dertig maanden zonder gevecht uiteindelijk zijn rentree, een partij in het vedergewicht (tot 66 kilo) tegen Yair Rodríguez, de nummer #10 van de ranglijst in die klasse op dat moment. Die schopte hem na 24 seconden in de tweede ronde TKO. Penn nam het in juni 2017 vervolgens op tegen Dennis Siver. Ditmaal verloor hij op basis van een majority decision. Ryan Hall werd in december 2018 de derde op rij die Penn versloeg na zijn rentree, door middel van een beenklem (heel hook) in de eerste ronde. Clay Guida diende hem in mei 2019 zijn zevende nederlaag op rij toe.